# Algérie aux Jeux paralympiques d'été de 2008
L'Algérie participe aux Jeux paralympiques de 2008 à Pékin, en Chine du 6 au 17 septembre 2008. Il s'agit de sa 5e participation à des Jeux paralympiques d'été.

## Nombre d’athlètes qualifiés par sport
| Sport      | Hommes | Femmes | Total |
| ---------- | ------ | ------ | ----- |
| Athlétisme | 18     | 5      | 23    |
| Judo       | 3      | 2      | 5     |
| Total      | 21     | 7      | 28    |

## Bilan général

### Bilan par sport
| Sport      | Médaille d'or, Jeux paralympiques | Médaille d'argent, Jeux paralympiques | Médaille de bronze, Jeux paralympiques | Total | Rang pays |
| ---------- | --------------------------------- | ------------------------------------- | -------------------------------------- | ----- | --------- |
| Athlétisme | 2                                 | 3                                     | 7                                      | 12    |           |
| Judo       | 2                                 | 0                                     | 1                                      | 3     |           |
| Total      | 4                                 | 3                                     | 8                                      | 15    | 31e       |

### Bilan par jour de compétition
| Jour         | Médaille d'or, Jeux paralympiques | Médaille d'argent, Jeux paralympiques | Médaille de bronze, Jeux paralympiques | Total |
| ------------ | --------------------------------- | ------------------------------------- | -------------------------------------- | ----- |
| 6 septembre  | 0                                 | 0                                     | 0                                      | 0     |
| 7 septembre  | 2                                 | 0                                     | 0                                      | 2     |
| 8 septembre  | 1                                 | 0                                     | 1                                      | 2     |
| 9 septembre  | 0                                 | 0                                     | 2                                      | 2     |
| 10 septembre | 0                                 | 0                                     | 1                                      | 1     |
| 11 septembre | 0                                 | 0                                     | 0                                      | 0     |
| 12 septembre | 1                                 | 0                                     | 1                                      | 2     |
| 13 septembre | 0                                 | 1                                     | 0                                      | 1     |
| 14 septembre | 0                                 | 0                                     | 0                                      | 0     |
| 15 septembre | 0                                 | 1                                     | 2                                      | 3     |
| 16 septembre | 0                                 | 1                                     | 1                                      | 2     |
| 17 septembre | 0                                 | 0                                     | 0                                      | 0     |
| Total        | 4                                 | 3                                     | 8                                      | 15    |

### Bilan par sexe
| Sexe   | Médaille d'or, Jeux paralympiques | Médaille d'argent, Jeux paralympiques | Médaille de bronze, Jeux paralympiques | Total |
| ------ | --------------------------------- | ------------------------------------- | -------------------------------------- | ----- |
| Hommes | 4                                 | 2                                     | 5                                      | 11    |
| Femmes | 0                                 | 1                                     | 3                                      | 4     |
| Mixte  | 0                                 | 0                                     | 0                                      | 0     |
| Total  | 4                                 | 3                                     | 8                                      | 15    |

## Liste des médaillés algériens

### Médailles d'or
| Sport              | Discipline                    | Sportifs       | Performance |
| Médailles d'or : 4 |                               |                |             |
| Judo               | Moins de 60 kg (H)            | Mouloud Noura  |             |
| Judo               | Moins de 66 kg (H)            | Sidali Lamri   |             |
| Athlétisme         | Lancer du poids (H) F32       | Karim Betina   |             |
| Athlétisme         | Lancer du poids (H) F33/34/52 | Karim Kardjena |             |

### Médailles d'argent
| Sport                  | Discipline                         | Sportifs              | Performance |
| Médailles d'argent : 3 |                                    |                       |             |
| Athlétisme             | 200 mètres (H) T37                 | Sofiane Hamdi         |             |
| Athlétisme             | 800 mètres (H) T46                 | Samir Nouioua         |             |
| Athlétisme             | Lancer du javelot (F) F33/34/52/53 | Louadjeda Benoumessad |             |

### Médailles de bronze
| Sport                   | Discipline                  | Sportifs           | Performance |
| Médailles de bronze : 8 |                             |                    |             |
| Athlétisme              | Lancer du poids (H) F32     | Mounir Bakiri      |             |
| Athlétisme              | Lancer du poids (H) F40     | Hocine Gherzouli   |             |
| Athlétisme              | 100 mètres (H) T37          | Sofiane Hamdi      |             |
| Athlétisme              | 1 500 mètres (H) T46        | Samir Nouioua      |             |
| Athlétisme              | 800 mètres (H) T13          | Zine Eddine Sekhri |             |
| Athlétisme              | Lancer du disque (F) F57–58 | Nadia Medjemedj    |             |
| Athlétisme              | Lancer du poids (F) F57–58  | Nadia Medjemedj    |             |
| Judo                    | Plus de 70 kg               | Zoubida Bouazoug   |             |